# Star Trek: Pokolenia

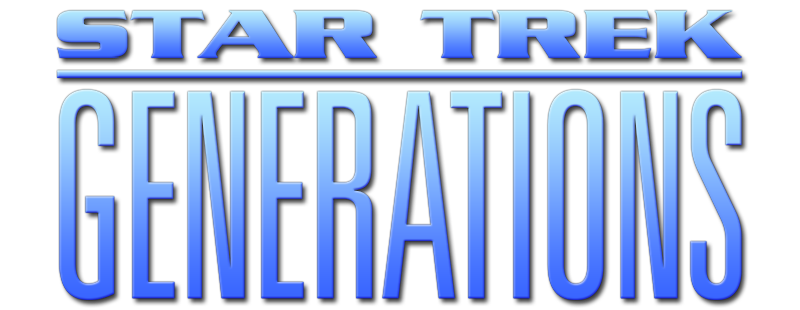
Logo Star Trek: Pokolenia

Star Trek: Pokolenia (ang. Star Trek: Generations) – siódmy film fantastycznonaukowy z cyklu Star Trek, będący swoistym przedłużeniem fabuły serialu Star Trek: Następne pokolenie. Został wyprodukowany przez Paramount Pictures w 1994 roku. Reżyserię powierzono Davidowi Carsonowi.

## Obsada
| Aktor            | Postać                                       |
| ---------------- | -------------------------------------------- |
| Patrick Stewart  | kapitan Jean-Luc Picard                      |
| Jonathan Frakes  | komandor William Riker                       |
| Brent Spiner     | komandor porucznik Data                      |
| LeVar Burton     | komandor porucznik Geordi La Forge           |
| Michael Dorn     | komandor porucznik Worf                      |
| Gates McFadden   | doktor/komandor Beverly Crusher              |
| Marina Sirtis    | komandor porucznik Deanna Troi               |
| Malcolm McDowell | doktor Tolian Soran                          |
| James Doohan     | kapitan Montgomery Scott                     |
| Walter Koenig    | komandor Pavel Chekov                        |
| William Shatner  | kapitan James T. Kirk                        |
| Alan Ruck        | kapitan John Harriman                        |
| Whoopi Goldberg  | Guinan (nie wspomniana w napisach końcowych) |

## Fabuła
Film zaczyna się retrospekcją do XXIII wieku, chwilą uroczystego opuszczenia doku nowego okręty flagowego Gwiezdnej Floty – Enterprise-B. Na dziewiczy rejs zaproszone zostają żywe legendy, starsi oficerowie z poprzedniego Enterpise: James T. Kirk, Montgomery Scott oraz Pavel Chekov. Dowództwo objął młody i niedoświadczony Kapitan John Harriman. W trakcie lotu Enterprise odbiera sygnał SOS od dwóch El-Auriańskich statków, uwięzionych w bliżej niezidentyfikowanej anomalii kosmicznej. Statek nie mając jeszcze pełnego wyposażenia w trakcie misji ratunkowej sam zostaje uwięziony. Dopiero doświadczenie „starej” załogi ratuje Enterprise, co Kirk przypłaca życiem.
Następna scena ma już miejsce w docelowym czasie akcji filmu, czyli XXIV wieku, na pokład Enterprise-D. Odbiera on bowiem wezwanie pomocy z federacyjnego obserwatorium naukowego, które jak się okazuje zostało zaatakowane przez Romulan. Jedynym ocalałym jest naukowiec El-Auriańskiego pochodzenia, Doktor Tolian Soran. Podczas wnikliwej analizy stacji przez załogę Enterprise, Soran przedostaje się do jej ukrytej części i odpala rakietę w stronę gwiazdy, wokół której orbituje stacja – Amargosy. Po chwili pojawia się klingoński Bird of Prey, zabierając Sorana i Geordiego La Forge’a – członka załogi. Następnie ucieka, nie dając Enterprise szansy na pościg.